# Wittmund
Wittmund är en stad i distriktet Wittmund i det historiska landskapet Ostfriesland, förbundslandet Niedersachsen, Tyskland. Staden har cirka 21 000 invånare.

## Geografi
Wittmund ligger på det nordtyska låglandet vid floden Harle, mellan städerna Aurich och Jever, cirka 15 kilometer från Nordsjökusten. Från hamnen i Harlesiel går färjan till den ostfriesiska ön Wangerooge. Centrala Wittmund ligger på geestområde nära det ostfriesiska marskland som genom vallar och avvattning har omvandlats till bördig jordbruksmark.

## Historia
Området runt Wittmund, på gränsen mellan marskland och geest, har varit bebott under lång tid. Runt år 1200 var Wittmund centralort i Wangerland. Under 1300-talet var den ostfriesiska hövdingafamiljen Kankena härskare i Wangerland och på borgen i Wittmund. Omkring år 1400 intogs borgen av trupper från Hamburg i hansans jakt på sjörövare (Vitaliebröderna). År 1454 fallar borgen i händerna på Harlingerland. Först kring år 1600 blir Wittmund slutligen en del av Ostfriesland. År 1744 blir Wittmund preussiskt och år 1815 en del av kungariket Hannover, efter en kort fransk period. År 1866 blir Wittmund preussiskt och år 1946 blir Wittmund en del av den nya delstaten Niedersachsen.

## Näringsliv
I stadsdelarna Carolinensiel och Harlesiel vid Nordsjökusten är turismen en viktig inkomstkälla. I övrigt finns endast ett fåtal industrier inom kommunen. Järnvägen från Wilhelmshaven till Esens går genom staden, liksom riksväg B461.

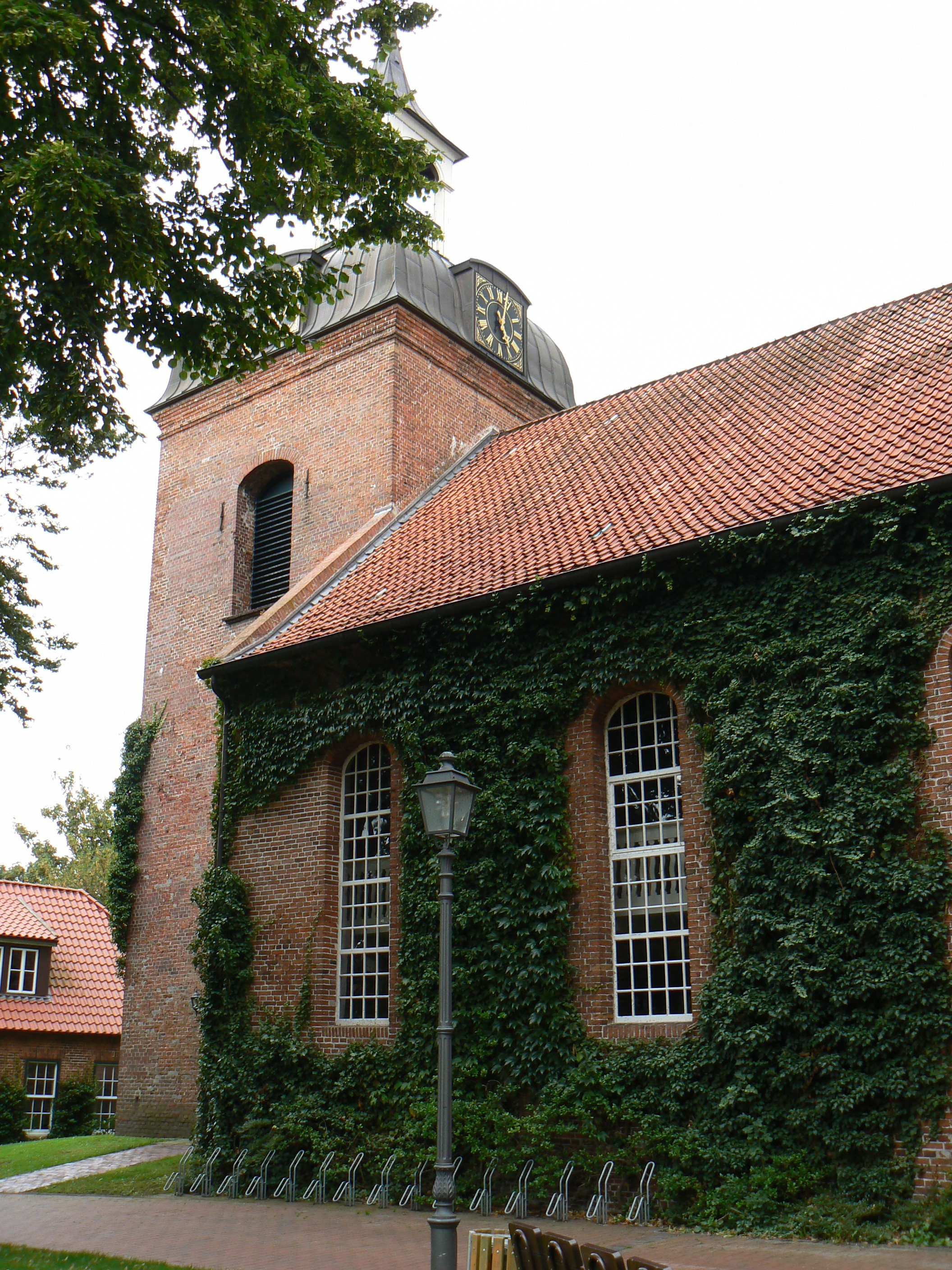
St. Nikolaikyrkan
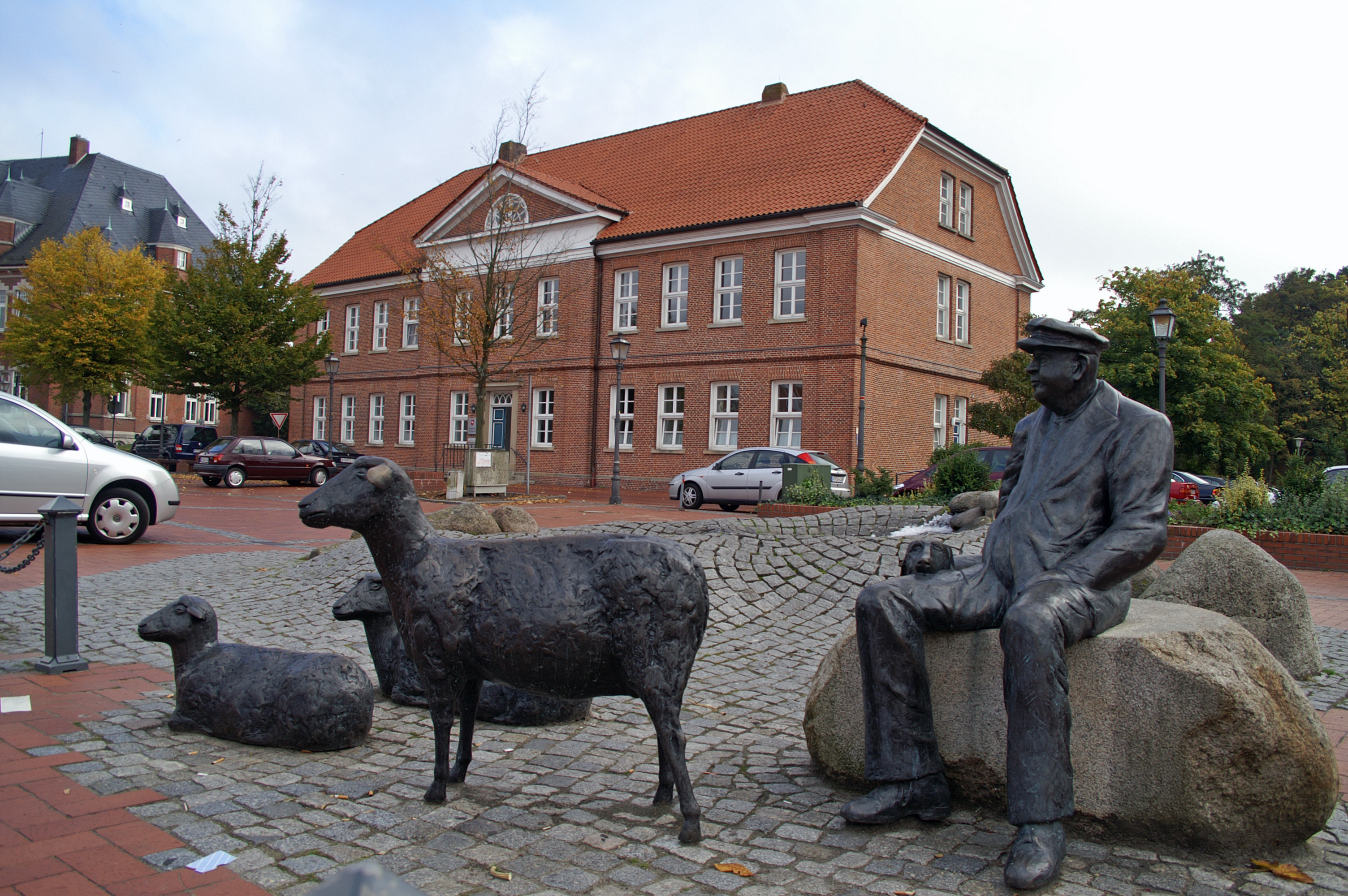
Stora torget med "Treiber mit Schafen" (1999)
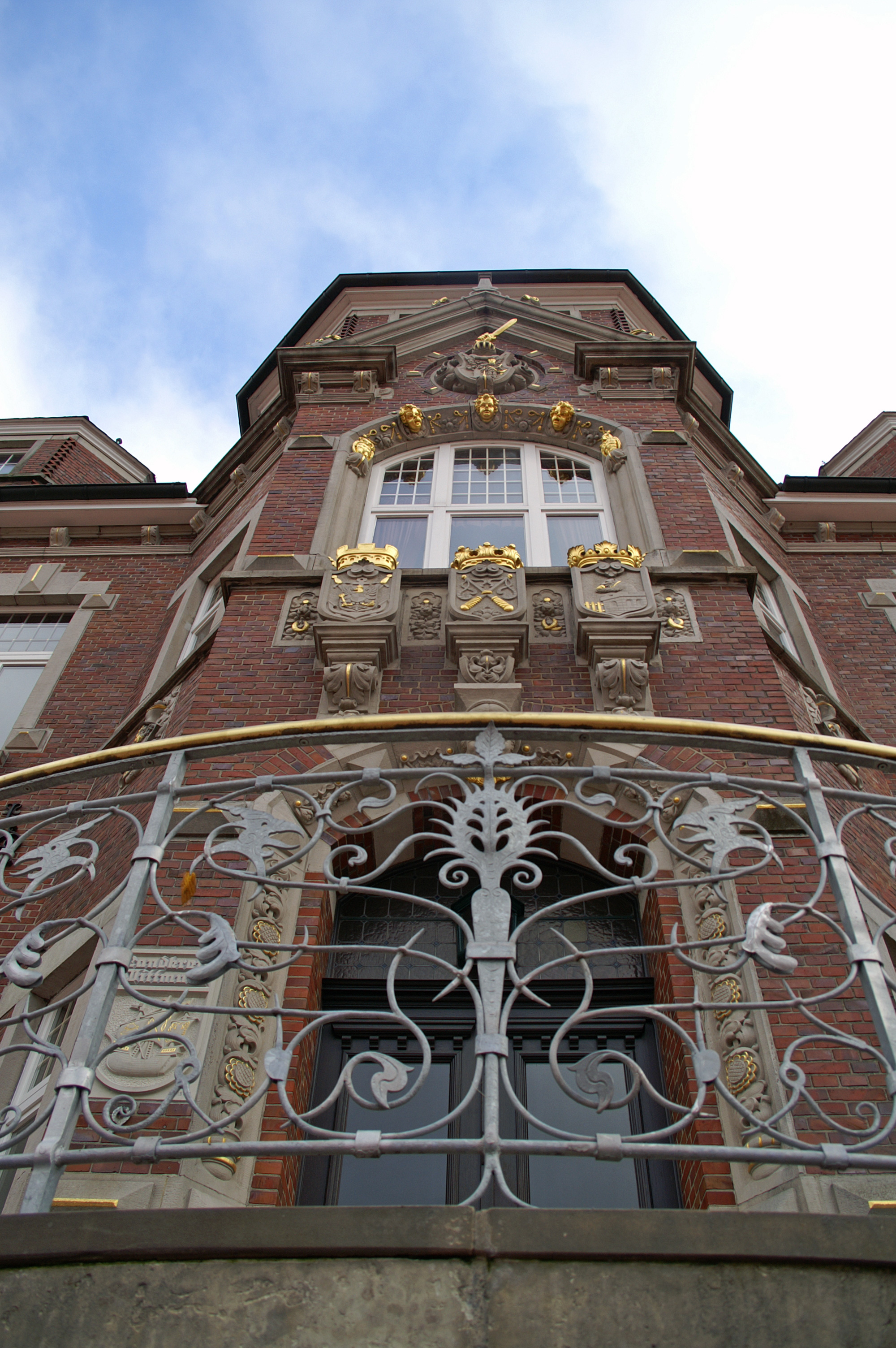
Distriktshuset i Wittmund
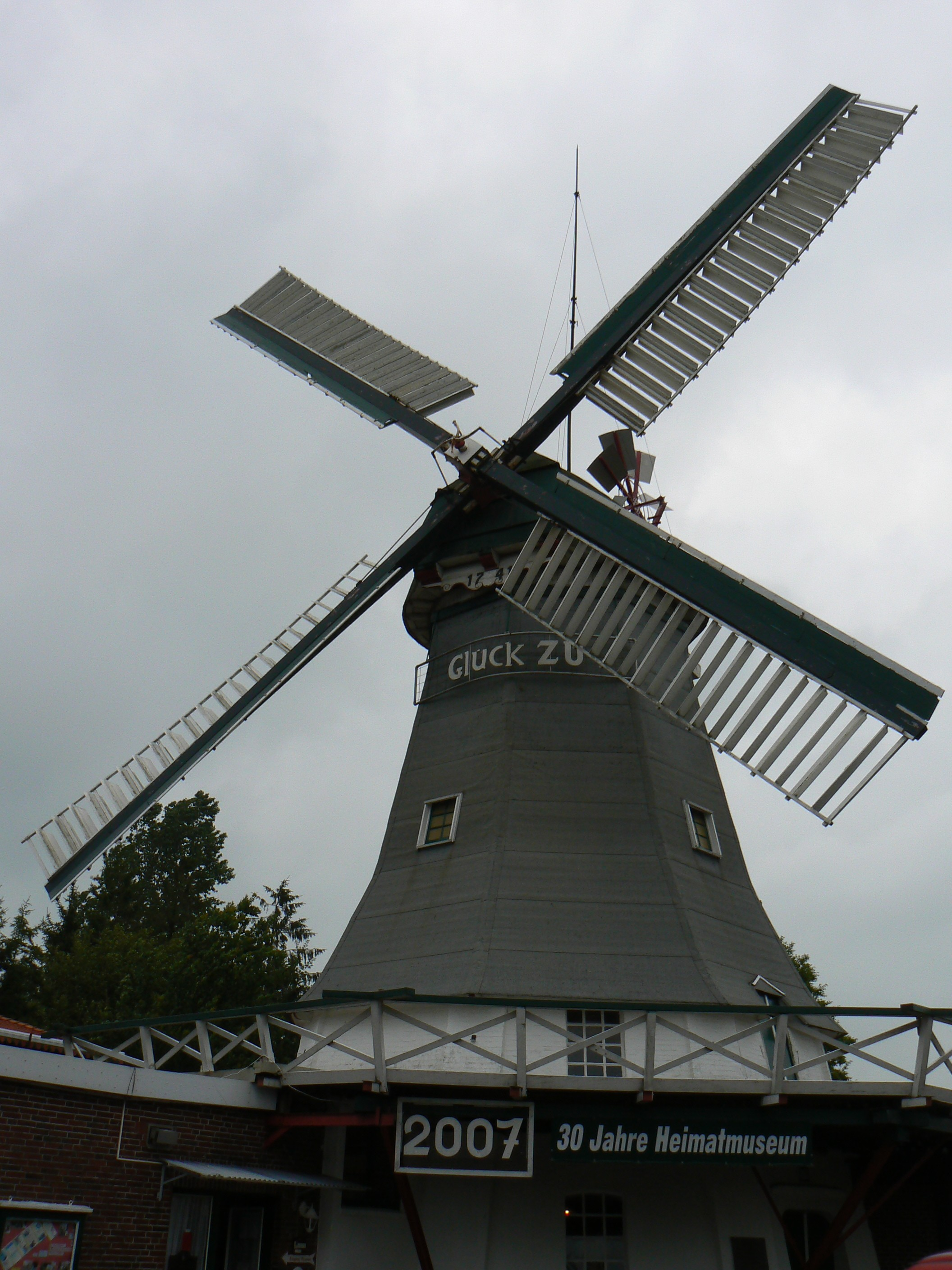
Kvarnen Pelde